# مؤسسه جغرافیای دانشگاه تهران
مؤسسه جغرافیای دانشگاه تهران در سال ۱۳۳۶ به عنوان دومین مؤسسه تحقیقاتی دانشگاه تهران راه اندازی شد و اساسنامه آن در جلسه مورخ ۱۳۴۰/۴/۲۱ شورای دانشگاه به تصویب رسید.
اولین رئیس مؤسسه جغرافیا مسعود کیهان بود و پس از وی به‌ترتیب احمد مستوفی، ابراهیم جعفرپور، شاپور گودرزی‌نژاد، رحمت‌ا… فرهودی، سید علی بدری، کرامت‌اله زیاری، مهران مقصودی و منصور جعفربیگلو ریاست آن را برعهده داشتند. در حال حاضر مهران مقصودی ریاست مؤسسه را عهده‌دار می‌باشد.
مؤسسه جغرافیای دانشگاه تهران در حال حاضر داری ۳۰ عضو هیئت علمی و چهار گروه پژوهشی شامل: گروه پژوهشی مطالعات شهری و منطقه‌ای، گروه پژوهشی مطالعات روستایی و عشایری، گروه پژوهشی مطالعات محیطی و ارزیابی توان اکولوژیک و گروه پژوهشی سنجش از دور و GIS می‌باشد.